# Верненское городское училище
Верненское городское училище — здание в Алматы, памятник градостроительства и архитектуры республиканского значения. Построено в 1890 году. 

## История
В 1879 году в Верном было образовано двухклассное городское училище на 100 человек. В 1893 году оно было преобразовано в 3-х классное городское училище Туркестанского учебного округа. В числе преподавателей училища был Г.Л. Вяткин, поэт, организатор «Общества художников и любителей изящных искусств Степного края».
В 1890 году было построено деревянное здание реального училища на улице Гоголевской, угол ул. Казначейской (соврем. Калдаякова) по заказу Верненской городской думы по проекту архитектора А.П. Зенкова (по другим данным П. Гурдэ).
В 1920 году по инициативе Д.А. Фурманова в здании была открыта 1-я Трудовая школа города Верного.
В 1930-е годы в здании располагался сельскохозяйственный институт им. Л.И. Мирзояна. Для его студентов по ул. Гоголя было построено общежитие.
В последующие годы здесь располагалось Министерство культуры КазССР, затем независимого Казахстана. 
В настоящее время в здании размещается РГП «Казреставрация».

## Знаменитые выпускники
- М. Фрунзе — революционер, советский государственный и военный деятель.[1]
- У. Жандосов — Народный комиссар просвещения Казахской ССР.
- М. Тынышбаев — депутат Второй Государственной Думы России, премьер-министр Туркестанской автономии, член «Алаш Орды», инженер-путеец, участник строительства Туркестано-Сибирской магистрали.
- Т. Бокин — участник национально-освободительного восстания 1916 года в Семиречье.
- Ж. Барибаев — член ЦК Компартии Туркестана, делегат XIV съезда коммунистической партии.

## Архитектура
Здание двухэтажное, в плане прямоугольное, с выступающей центральной частью; имеет горизонтальное членение в виде междуэтажного пояса, украшенного резными подзорами. Окна обрамлены деревянной резьбой.
При проектировании училища архитектором были учтены все гигиенические нормы, обязательные для зданий учебного профиля того времени. Он настоял на замене каменных лестниц деревянными, а также покраске стен в два цвета: верхняя часть стены должна быть светло-зеленой, в то время как нижняя часть стены - темного цвета «во избежание загрязнения». Кроме того, Гурдэ рекомендовал устройство вентиляционных труб в целях лучшего проветривания классов. Также в целях защиты от порчи деревянных конструкций здания от влаги, было предложено заменить деревянные отливы на железные.
В рамках реконструкции 1981 года были значительно перестроены внутренние помещения, были утрачены отдельные элементы отделки фасадов.

## Статус памятника
4 апреля 1979 года решением исполнительного комитета Алма-Атинского городского Совета народных депутатов здание Верненского реального училища обрело статус Памятника истории и культуры и было взято под охрану государства.
26 января 1982 года здание было включено в список памятников истории и культуры республиканского значения Казахской ССР
25 ноября 1993 года стал частью Алматинского государственного историко-архитектурного и мемориального заповедника. На территории заповедника запрещено новое строительство. Реконструкция объектов возможна исключительно с разрешения Министерства культуры Казахстана.